# Ivan Fatić
Ivan Fatić (* 21. August 1988 in Pljevlja, SFR Jugoslawien) ist ein montenegrinischer ehemaliger Fußballspieler, der bevorzugt auf der linken Außenbahn spielte.
Fatić begann seine Karriere 2007 bei Inter Mailand, wo er aber ohne Einsatz blieb und bis 2009 mehrfach verliehen wurde.
Im Juni 2009 gab CFC Genua die Verpflichtung des Abwehrspielers bekannt. Sein erstes Spiel in der Serie A bestritt er am 30. August 2009 gegen Atalanta Bergamo. Sein erstes Ligaspieltor am 19. April 2010 gegen den FC Parma war zugleich das Siegtor für seine Mannschaft.
Ein Jahr später wurde er an die AC Cesena verliehen, wo er nur zwei Spiele bestritt.
Zur Saison 2011/2012 wurde er von Chievo Verona verpflichtet und unterschrieb einen Drei-Jahres-Vertrag, daraufhin wurde er an den FC Empoli in die Serie B verliehen.
Sein erstes Länderspiel für Montenegro bestritt er am 6. Juni 2009 im Qualifikationsspiel zur Fußballweltmeisterschaft 2010 gegen Zypern.